# 주일 미군의 시설 목록

주일 미군의 기지

오키나와현에 있는 주일 미군 시설

다음은 주일 미군의 시설 목록이다. 크게 사용중인 시설과 폐쇄 혹은 반환된 시설로 나뉜다. 사용 여부에 따라 또다시 군별로 구분하여 목록을 나열한다.

## 현재
USFJ 본부는 도쿄에서 서쪽 30km 떨어진 곳에 위치한 요코타 비행장이다. 군종별 주일 미군 시설은 다음과 같다:

### 육군
| USFJ시설 관리코드 | 명칭                          | 주요 용도 (실제) | 위치                   |
| ----------------- | ----------------------------- | ---------------- | ---------------------- |
| FAC 2070          | 샤리키 통신시설               | 통신             | 아오모리현, 쓰가루시   |
| FAC 3004          | 아카사카 출판소 (하드리 막사) | 사무실           | 도쿄도, 미나토구       |
| FAC 3067          | 요코하마 북부 선착장          | 항구시설         | 가나가와현, 요코하마시 |
| FAC 3079          | 캠프 자마                     | 사무소           | 가나가와현, 자마시     |
| FAC 3084          | 사가미 종합 보급창            | 군수품 물자      | 사가미하라, 가나가와현 |
| FAC 3102          | 사가미하라 주거지구           | 주거지           | 사가미하라, 가나가와현 |
| FAC 4078          | 아키즈키 탄약창               | 저장             | 히로시마현, 에타지마시 |
| FAC 4083          | 가와카미 탄약고               | 저장             | 히로시마현, 히가시촌   |
| FAC 4084          | 히로 탄약고                   | 저장             | 히로시마현, 구레시     |
| FAC 4152          | 구레 6번부두                  | 부두시설         | 히로시마현, 구레시     |
| FAC 4611          | 하이가미네 통신시설           | 통신             | 히로시마현, 구레시     |
| FAC 6007          | 게사지 통신시설               | 통신             | 히로시마현, 히가시촌   |
| FAC 6036          | 도리이 스테이션               | 통신             | 오키나와현, 요미탄촌   |
| FAC 6064          | 나하 항만시설                 | 항구시설         | 오키나와현, 나하시     |
| FAC 6076          | 육군 연료 급유창              | 저장소           | 오키나와현, 우루마시   |

### 해군
| USFJ시설 관리코드 | 명칭                                       | 주요 용도 (실제) | 위치                     |
| ----------------- | ------------------------------------------ | ---------------- | ------------------------ |
| FAC 2006          | 하치노헤 POL창                             | 저장소           | 아오모리현, 하치노헤시   |
| FAC 2012          | 미사와 ATG 사격장 (R130, 드라그혼 사격장)  | 훈련소           | 아오모리현, 미사와시     |
| FAC 3033          | 기사라즈 예비 착륙장                       | 항공시설         | 지바현, 기사라즈시       |
| FAC 3066          | 네기시 위탁 주거지역                       | 주거지           | 가나가와현, 요코하마시   |
| FAC 3083          | 아쓰기 해군항공시설                        | 항공시설         | 가나가와현, 아야세시     |
| FAC 3087          | 이케고 주거지역 및 해군 별관               | 주거지           | 가나가와현, 즈시시       |
| FAC 3090          | 아즈마 창고지구                            | 저장소           | 가나가와현, 가나가와현   |
| FAC 3096          | 가미세야 통신시설 (가미세야 해군 지원시설) | 통신 (주거지)    | 가나가와현, 요코하마시   |
| FAC 3097          | 후카야 통신시설 (도쓰카 해군 송신소)       | 통신             | 가나가와현, 요코하마시   |
| FAC 3099          | 요코스카 기지                              | 항구시설         | 가나가와현, 요코스카시   |
| FAC 3117          | 우라고 탄약창                              | 저장소           | 가나가와현, 요코스카시   |
| FAC 3144          | 쓰루미 급유시설                            | 저장소           | 가나가와현, 요코하마시   |
| FAC 3181          | 이오섬 통신시설                            | 통신 (훈련소)    | 도쿄도, 오가사와라       |
| FAC 3185          | 뉴 산노 미군 센터                          | 레크리에이션     | 도쿄도, 미나토구         |
| FAC 5029          | 사세보 기지                                | 항구시설         | 나가사키현, 사세보시     |
| FAC 5030          | 사세보 해군시설 건선거                     | 항구시설         | 나가사키현, 사세보시     |
| FAC 5032          | 아카사키 급유창                            | 저장소           | 나가사키현, 사세보시     |
| FAC 5033          | 사세보시 탄약지원소                        | 저장소           | 나가사키현, 사세보시     |
| FAC 5036          | 이오리카지 급유창                          | 저장소           | 나가사키현, 사세보시     |
| FAC 5039          | 요코세 연료급유창                          | 저장소           | 나가사키현 , 사이카      |
| FAC 5050          | 하리오시지마 탄약 저장지                   | 저장소           | 나가사키현, 사세보시     |
| FAC 5086          | 다테가미 바신 항만지역                     | 항만시설         | 나가사키현, 사세보시     |
| FAC 5118          | 사키베 해군 별관                           | 격납고           | 나가사키현, 사세보시     |
| FAC 5119          | 하리오 위탁 주거지역 (하리오 가족주거지역) | 주거지           | 나가사키현, 사세보시     |
| FAC 6028          | 덴간부두                                   | 항구시설         | 오키나와현, 우루마시     |
| FAC 6032          | 캠프 실즈                                  | 막사             | 오키나와현, 오키나와시   |
| FAC 6046          | 아와세 통신시설                            | 통신             | 오키나와현, 오키나와시   |
| FAC 6048          | 화이트 해변 지구                           | 항만시설         | 오키나와현, 우루마시     |
| FAC 6084          | 고비쇼 사격장                              | 훈련소           | 오키나와현, 이시가키시   |
| FAC 6085          | 세키비쇼 사격장                            | 훈련소           | 오키나와현, 이시가키시   |
| FAC 6088          | 오키 다이토지마 사격장                     | 훈련소           | 오키나와현, 기타다이토촌 |

### 공군
| USFJ시설 관리코드 | 명칭                                          | 주요 용도 (실제) | 위치                     |
| ----------------- | --------------------------------------------- | ---------------- | ------------------------ |
| FAC 1054          | 지토세 주둔지 (치토세 III, 치토세 관리 별관)  | 통신             | 홋카이도, 지토세시       |
| FAC 2001          | MCAS 미사와                                   | 공군기지         | 아오모리현, 미사와시     |
| FAC 3013          | MCAS 미사와                                   | 공군기지         | 도쿄도, 훗사시           |
| FAC 3016          | 후추 통신시설                                 | 통신             | 도쿄도, 후추시           |
| FAC 3019          | 다마 근무 별관 (다마 힐 레크리레이션 센터)    | 레크리레이션     | 도쿄도, 이나기시         |
| FAC 3048          | 아사카 주둔지 (캠프 드레이크 남부 AFN 송신소) | 막사 (방송국)    | 사이타마현, 와코시       |
| FAC 3049          | 도코로자와 통신시설                           | 통신             | 사이타마현, 도코로자와시 |
| FAC 3056          | 오와다 통신시설                               | 통신             | 사이타마현, 니자시       |
| FAC 3162          | 유기 통신시설                                 | 통신             | 도쿄도, 하치오지역       |
| FAC 4100          | 소푸 통신시설                                 | 통신             | 야마구치현, 이와쿠니시   |
| FAC 5001          | 이타즈케 보조비행장                           | 항공수송 터미널  | 후쿠오카, 하카타구       |
| FAC 5073          | 세후리산 연락 별관 (세부리야마 통신시설)      | 통신             | 사가현, 간자키군         |
| FAC 5091          | 쓰시마 통신시설                               | 통신             | 나가사키현, 쓰시마시     |
| FAC 6004          | 오쿠마 휴양지                                 | 레크리레이션     | 오키나와현, 구니가미촌   |
| FAC 6006          | 야에다케 통신시설                             | 통신             | 오키나와현, 모토부정     |
| FAC 6022          | 가데나 탄약고                                 | 저장소           | 오키나와현, 온나촌       |
| FAC 6037          | 가데나 공군기지                               | 공군기지         | 오키나와현, 가데나정     |
| FAC 6077          | 도릿 머 사격장                                | 훈련소           | 오키나와현,구메지마정    |
| FAC 6078          | 이데스나섬 사격장                             | 훈련소           | 오키나와현, 도나키시     |
| FAC 6080          | 구메지마 사격장                               | 훈련소           | 오키나와현, 구메지마정   |

### 해병대
| USFJ시설 관리코드 | 명칭                             | 주요 용도 (실제) | 위치                   |
| ----------------- | -------------------------------- | ---------------- | ---------------------- |
| FAC 3127          | 캠프 후지                        | 막사             | 시즈오카현, 고텐바시   |
| FAC 3154          | 누마즈 훈련지                    | 훈련소           | 시즈오카현, 누마즈시   |
| FAC 4092          | MCAS 이와쿠니                    | 비행장           | 야마구치현, 이와쿠니시 |
| FAC 6001          | 북부 훈련지 (캠프 곤잘레스 포함) | 훈련소           | 오키나와,구니가미촌    |
| FAC 6005          | 이에지마 보조비행장              | 훈련소           | 오키나와, 이에촌       |
| FAC 6009          | 캠프 스왑                        | 훈련소           | 오키나와현, 나고시     |
| FAC 6010          | 헤노코 군수 탄약창               | 저장소           | 오키나와현, 나고시     |
| FAC 6011          | 캠프 핸슨                        | 훈련소           | 오키나와현, 긴정       |
| FAC 6019          | 킨 레드 해변 훈련지              | 훈련소           | 오키나와현, 긴정       |
| FAC 6020          | 킨 블루 해변 훈련지              | 훈련소           | 오키나와현, 긴정       |
| FAC 6029          | 캠프 커트니                      | 막사             | 오키나와현, 우루마시   |
| FAC 6031          | 캠프 맥투리어스                  | 막사             | 오키나와현, 우루마시   |
| FAC 6043          | 캠프 레스터                      | 의료시설         | 오키나와현, 자탄정     |
| FAC 6044          | 캠프 포스터                      | 막사             | 오키나와현, 자탄정     |
| FAC 6051          | MCAS 후텐마                      | 비행장           | 오키나와현, 기노완시   |
| FAC 6056          | 캠프 킨저                        | 군수품 물자      | 오키나와현, 우라소에시 |
| FAC 6082          | 쓰켄지마 훈련지                  | 훈련소           | 오키나와현, 우루마시   |

### 합동시설 및 지역
임시로 쓰는시설과 지역은 다음과 같다:
| USFJ시설 관리 코드 | 시설 명칭                                 | 주요 용도    | 위치                                       |
| ------------------ | ----------------------------------------- | ------------ | ------------------------------------------ |
| FAC 1066           | 히가시치토세 주둔지 (JGSDF)               | 훈련소       | 홋카이도, 삿포로시                         |
| FAC 1067           | 홋카이도 치토세 훈련지 (JGSDF)            | 훈련소       | 홋카이도, 삿포로시                         |
| FAC 1068           | 지토세 기지 (JASDF)                       | 공군기지     | 홋카이도, 삿포로시                         |
| FAC 1069           | 베쓰카이 야우스베쓰 대규모 훈련장 (JGSDF) | 훈련소       | 홋카이도, 베쓰카이정                       |
| FAC 1070           | 구시로 주둔지 (JGSDF)                     | 막사         | 홋카이도, 구시로시                         |
| FAC 1071           | 시카오이 주둔지 (JGSDF)                   | 훈련소       | 홋카이도, 시카이오이정                     |
| FAC 1072           | 카미후라노 중규모 훈련장 (JGSDF)          | 훈련소       | 홋카이도, 가미후라노정                     |
| FAC 1073           | 삿포로 주둔지 (JGSDF)                     | 훈련소       | 홋카이도, 삿포로시                         |
| FAC 1074           | 시카오이시카리베쓰 중규모 훈련장 (JGSDF)  | 훈련소       | 홋카이도, 시카오이정                       |
| FAC 1075           | 오비히로 주둔지 (JGSDF)                   | 훈련소       | 홋카이도, 오비히로시                       |
| FAC 1076           | 아사히카와 지카부미다이 훈련장 (JGSDF)    | 훈련소       | 홋카이도, 아사히카와시                     |
| FAC 1077           | 오카마다 주둔지 (JGSDF)                   | 레크리레이션 | 홋카이도, 삿포로시                         |
| FAC 1078           | 나요로 훈련장 (JGSDF)                     | 훈련소       | 홋카이도, 나요로시                         |
| FAC 1079           | 다키카와 훈련장 (JGSDF)                   | 훈련소       | 홋카이도, 다키카와시                       |
| FAC 1080           | 비호로 훈련지 (JGSDF)                     | 훈련소       | 홋카이도, 비호로정                         |
| FAC 1081           | 굿찬 다카미네 훈련장 (JGSDF)              | 훈련소       | 홋카이도, 굿찬정                           |
| FAC 1082           | 엔가루 훈련장 (JGSDF)                     | 훈련소       | 홋카이도, 엔가루정                         |
| FAC 2062           | 센다이 주둔지 (JGSDF)                     | 훈련소       | 미야기, 센다이시                           |
| FAC 2063           | 하치노헤 주둔지 (JGSDF)                   | 막사         | 아오모리현, 하치노헤시                     |
| FAC 2064           | 이와테 이와테산 중규모 훈련장 (JGSDF)     | 훈련소       | 이와테현, 다키자와촌                       |
| FAC 2065           | 다이와 오조지하라 대규모 훈련장 (JGSDF)   | 훈련소       | 미야기현, 다이와정                         |
| FAC 2066           | MCAS 기스미노메 (JGSDF)                   | 비행장       | 미야기현, 센다이시                         |
| FAC 2067           | 아오모리 고타니 훈련장 (JGSDF)            | 훈련소       | 아오모리현, 아오모리시                     |
| FAC 2068           | 히로사키 훈련장 (JGSDF)                   | 훈련소       | 아오모리현, 히로사키시                     |
| FAC 2069           | 진마치 오타카네 훈련장 (JGSDF)            | 훈련소       | 야마가타현, 무라야마시                     |
| FAC 3104           | 나가사키 라이플 사격장 (JGSDF)            | 훈련소       | 가나가와현, 요코스카시                     |
| FAC 3183           | 후지 훈련장 (JGSDF)                       | 훈련소       | 야마나시현, 후지요시다시 시즈오카 고텐바시 |
| FAC 3184           | 다카가하라 주둔지 (JGSDF)                 | 훈련소       | 시즈오카현, 고텐바시                       |
| FAC 3186           | 다카다 세키야마 훈련지 (JGSDF)            | 훈련소       | 니가타현                                   |
| FAC 3187           | 햐쿠리 항공기지 (JASDF)                   | 공군기지     | 이바라키현, 오미타마시                     |
| FAC 3188           | 소마가하라 훈련지 (JGSDF)                 | 훈련소       | 군마현, 신토촌                             |
| FAC 3189           | 아사카 주둔지 (JGSDF)                     | 훈련소       | 사이타마, 아사카시                         |
| FAC 4161           | 고마쓰 항공기지 (JASDF)                   | 공군기지     | 이시카와현, 고마쓰시                       |
| FAC 4162           | 제1술과학교 (JMSDF)                       | 훈련         | 히로시마현, 에타지마시                     |
| FAC 4163           | 하라무라 훈련지 (JGSDF)                   | 훈련         | 히로시마현, 히가시히로시마시               |
| FAC 4164           | 이마즈 아이바노 중규모 훈련장 (JGSDF)     | 훈련         | 시가현, 다카시마시                         |
| FAC 4165           | 기후 기지 (JASDF)                         | 레크리에이션 | 기후현, 가카미가하라시                     |
| FAC 4166           | 이타미 주둔지 (JGSDF)                     | 훈련소       | 효고현, 이타미시                           |
| FAC 4167           | 니혼바라 중규모 훈련장 (JGSDF)            | 훈련소       | 오카야마현, 나기정                         |
| FAC 4168           | 요나고 항공기지 (JASDF)                   | 공군기지     | 돗토리현, 사카이미나토시                   |
| FAC 5115           | 뉴타바루 항공기지 (JASDF)                 | 공군기지     | 미야자키현, 신토미정                       |
| FAC 5117           | 사키베 라이플 사격장 (JMSDF)              | 훈련소       | 나가사키현, 사세보시                       |
| FAC 5120           | 히주다이-주모노지바루 훈련장 (JGSDF)      | 훈련소       | 오이타현, 유후시 오이타현, 벳푸시          |
| FAC 5121           | 쓰이키 기지 (JASDF)                       | 공군기지     | 후쿠오카현, 지쿠조                         |
| FAC 5122           | 오무라 항공기지 (JMSDF)                   | 레크리레이션 | 나가사키현, 오무라시                       |
| FAC 5123           | 오야노하라 기리시마 훈련지 (JGSDF)        | 훈련소       | 구마모토현, 야마토 미야자키현, 에비노시    |
| FAC 5124           | 캠프 기타쿠마모토 (JGSDF)                 | 훈련소       | 구마모토현, 구마모토시                     |
| FAC 5125           | 캠프 겐군 (JGSDF)                         | 훈련소       | 구마모토현, 구마모토시                     |
| FAC 6181           | 우키바루지마 훈련지 (JGSDF)               | 훈련소       | 오키나와현, 우루마시                       |

## 이전

### 육군
- 가나가와현
  - 가와사키시
    - 미국 극동육군 인쇄출판소
    - 요코하마 통신지원창
    - 캠프 무어

  - 사가미하라시
    - 자마 라이플 사격장
    - 미국 육군의료원
    - 캠프 후치노베 (일본 사무소, NSAPACREP)

  - 요코스카시
    - 옵파마 군수창
    - 캠프 맥길

  - 요코하마시
    - 가나가와현 우유 공장
    - 기시네 막사
    - 네기시 레이스 트랙 지역
    - 다나 탄약창, 오코하마시
    - 블루프 지역 (훗날 야타메 위탁 주거지역)
    - 요코하마 중앙부두 (MSTS-FE)
    - 요코하마 정비창
    - 요코하마 차량사령부
    - 요코하마 군수창
    - 요코하마 POL 창
    - 요코하마 Servicemen 클럽
    - 요코하마 통신정비창 (주일 군수 사령부 비행장)
    - 요코하마 남부부두
    - 일본 보급사령부 (요코하마 Customs House)
    - 주일 미국 육군 조달국
    - 캠프 코에

  - 캠프 지가사키, 지가사키시
  - 가시지 육군 별관, 자탄정

- 군마현
  - 오이즈미정
    - 캠프 드루
    - 오타 고이즈미 비행장 (패턴 야전 항공 투하 사격장)

  - 오타시
    - 캠프 벤더
    - 캠프 오지마

  - 캠프 스틸웰, 마에바시시
  - 캠프 웨르, 신토촌

- 도쿄부
  - 주오구
    - 도쿄 육군 병원
    - 캠프 번니스

  - 지요다구
    - 링컨 센터
    - 산노 호텔 사무소
    - 제퍼슨 헤이츠
    - 팔레스 헤이츠

  - 도쿄 군수창 (훗날, 캠프 오지), 기타구
  - 도쿄 병기창, 미나토구
  - 에쓰지마 창고, 고토구
  - 퍼싱 Heights (극동사령부 본부/유엔사령부), 신주쿠구

- 미야기현
  - 센다이시
    - 캠프 쉼멜페니그
    - 캠프 파울러

  - 캠프 루퍼, 다가조시
  - 후나오카 탄약창, 시바타시

- 사이타마현
  - 주오구 코교 (훗날, 니쿠라 창고지역) - 와코시
  - 캠프 드레이크 - 아사카시
  - 캠프 킹 (훗날 오미야 군수보조창) - 오미야구
  - 캠프 화이팅톤 - 구마가야시

- 아오모리현, 하치노헤시
  - 캠프 하우젠 - 하치노헤시
  - 하치노헤 전차상륙함 바지 상륙지역

- 오키나와현
  - 기노완시
    - 캠프 브운
    - 캠프 머시

  - 나하시
    - 나하 육군 별관 (훗날, 나하 기지)
    - 나하 서비스 센터
    - 오키나와 지역 교환 냉동 저장고 (훗날, 나하시 냉동 저장고)

  - 난조시
    - 육군 혼성 근무단 지역 (훗날 치넨 근무 지역)
    - 신자토 통신시설

  - 우라소에시
    - 오키나와 지역 교환 건조 저장 창고 (훗날, 마키미나토 보급지구 보조시설)
    - Deputy Division 공병 사무소
    - 육군 STRATCOM 창고 (훗날 우라소에 창고),

  - 우루마시
    - 다이라가와 통신시설 (데라가와)
    - 이리바루 (니시하라) 육군 별관
    - 이시카와 별관
    - 텐간 통신시설

  - 오키나와시
    - 치바나 육군 별관 (훗날의 "치바나 사이트")
    - 고자 무전 중계 별관 (훗날의 "고자 통신시설")

  - 요미탄촌
    - 볼로 포인트 보조 비행장 (훗날 "트레인파이어 사격장")
    - 볼로 포인트 육군 별관
    - 요미탄 육군 별관
    - 나미히라 육군 별관

  - 자탄정
    - 스나베 육군 별관
    - 주케란 선전 별관 (훗날, 통신시설)
    - 함비 민간 비행장

  - 남부 탄약 저장 별관 (훗날, 남부 탄약 저장 지역), 야에세정
  - 온나 포인트 육군 별관 (훗날, 온나 사이트), 온나촌
  - 지넨 육군 별관 (훗날, 지넨 사이트), 지넨촌
  - 캠프 하드리, 기노자촌
  - 캠프구바사키 (훗날구바사키 학교 지역), 나카구스쿠촌

- 지바현
  - 캠프 가타카이, 구주쿠리정
  - 캠프 팔머, 후나바시시

- 후쿠오카현
  - 고쿠라미나미구
    - 모지 항구
    - 캠프 고쿠라

  - 사쿠라다니 라이플 사격장, 지쿠시노시
  - 캠프 하카타, 히가시구[1]
  - 하카타 수송 사무소, 하카타구

- 홋카이도
  - 지토세시
    - 시코쓰코 훈련지,
    - 캠프 지토세 별관 (지토세 I, II)

  - 캠프 크라우포드, 삿포로시

- 효고현, 고베시
  - 고베 6번 부두
  - 고베 항구 빌딩

- 구레 바지선 상륙지역, 구레시
- 나고야 조달소 (매매 및 협상) 사무소, 아이치현, 나고야시
- 캠프 나라, 나라현 나라시
- 캠프 맥네이르, 야마나시현, 후지요시다시
- 캠프 모워, 나가사키현, 사세보시[1]
- 캠프 에타지마, 히로시마현, 에타지마시
- 캠프 오쓰, 시가현, 오쓰시
- 캠프 우드, 구마모토현,구마모토시[1]
- 캠프 지카무마우가, 오이타현, 벳푸시[1]
- 캠프 영한스, 야마가타현, 히가시네시
- 사단 학교 기관, 고쿠라[1]

- 교토부
  - 호소노 탄약창, 세이카정
  - 교가미사키 통신시설, 교탄고시 소데시

### 해군
- 가나가와현
  - 요코스카시
    - 기누가라 탄약창
    - 나가이 의탁주거지역 (Admiralty Heights)
    - 옵파마 해군 항공시설
    - 해군 EM 클럽, 요코스카
    - 요코스카 해군 부두

  - 요코하마시
    - 고시바 POL 창
    - 신야마시타 의탁주거지역 (베이사이드 코트)
    - 토미오카 저장 지역
    - 요코하마 베이커리
    - 요코하마 해변 (혼모쿠) 의탁주거지역
    - 요코하마 예베당
    - 요코하마 냉동 저장소

  - 쓰지도 훈련장, 지가사키시

- 나가사키현
  - 사세보시
    - 하이키 (사세보) 라이플 사격장
    - 나기리다니 의탁주거지역

  - 오무라 라이플 사격장, 오무라시

- 오키나와현
  - 나하 해군항공시설 - 나하시
  - 도카치부토 통신시설 - 우라호로정
  - 마키미나토 근무 지역 별관 - 오키나와현, 우라소에시
  - 소베 통신시설 (NSGA 한자) - 요미탄촌

- 도쿄부
  - 이나바지마 포격장, 미쿠라지마촌
  - 미나미토리시마 통신시설, 오가사와라촌
- 나가하마 라이플 사격장, 히로시마현,구레시
- 니가타 세키야 통신시설, 니가타시, 주오구
- 오미나토 통신시설, 아오모리현, 오미나토시
- 요사미 통신시설, 아이치현, 가리야시

### 공군
- 도쿄도
  - 후추 비행장 (USFJ/제5공군 본부, 1957 ~ 1974), 후추시
  - 그랜트 Heights 의탁주거지구, 네리마구
  - 그린 파크 주거 별관, 무사시노시
  - 하무라 학교 별관, 하무라시
  - 하네다 공군기지 (훗날, 우편근무별관), 오타구
  - 쇼와 (훗날, 아키시마) 위탁주거지구, 아키시마시
  - 다치카와 공군기지, 다치카와시
  - 도쿄 통신시설(NTTPC 중앙 전화 교환대), 주오구
  - 워싱턴 Heights 위탁주거지구, 시부야구
  - 간도 무라 위탁주거지역 및 보조비행장, 조후시

- 아이치현
  - 나고야시
    - 고마키 (나고야) 공군기지, 고마키시
    - 오리야마 비행장

  - 코조지 탄약창, 가스가이시
- 오키나와현
  - 나하시
    - 나하 공군기지
    - 나하시 해군/공군 별관

  - 미야코지마시
    - 미야코지마 비행장
    - 미야코지마 VORTAC 사이트

  - 요미탄촌
    - 세나하 통신시설 - 2006년 9월, 일본정부에 반환됨.
    - 가데나 위탁 주거지역

  - 구메지마 비행장, 구메지마정
  - 스나베 창고, 자탄정
  - 요자다케 공군기지, 이토만시

- 아오모리현
  - 요카와메 통신시설, 미사와시
  - 하치노헤 소화기 사격장, 하치노헤시

- 지바현
  - 가시와시
    - 시로이 공군기지
    - 가시와 통신시설 (캠프 토밀슨)

  - 미네오카 연락별관, 미나미보소시
  - 후나바시 통신시설, 후나바시시
- 후쿠오카현
  - 히가시구
    - 나지마 창고 지역
    - 와지로 급수장
    - 브라디 비행장 (훗날, 간노스 비행장)

  - 아시야 공군기지 (훗날, ATG 사격장), 아시야시
  - 야마다 탄약창, 고쿠라기타구
  - 이타즈케 관리 별관 (가스가바루 DHA), 가스가시
  - 이타즈케 공군기지, 하카타구
  - 히라오 통신시설, 주오구

- 홋카이도
  - 왓카나이 비행장, 왓카나이시
  - 아소이와야마 연락 별관, 도베쓰정
  - 지토세 기지, 지토세시

- 구시모토 레이다 사이트, 야카야마현,구마모토시
- 니가타 비행장, 니가타현, 니가타시
- 다이칸야마 통신시설, 가나가와현, 유가와라정
- 롯코 통신시설, 효고현, 고베시
- 미토 ATG 사격장, 이바라키현, 히타치나카시
- 센다이구니미 통신시설, 미야기현, 센다이시
- 미호 공군기지, 돗토리현, 사카이미나토시
- 한신 보조비행장, 오사카 부, 야오시
- 이타미 공군기지, 효고현, 이타미시
- 오시마 통신시설, 오시마구
- 오후나 창고, 오코하마시
- 와지마 연락 별관, 이시카와현, 와지마
- 존슨 공군기지 (훗날 공군기지 가족주거별관), 사이타마현, 이루마시
- 지란 통신시설, 가고시마현, 지란정
- 카사토리야마 레이다 기지, 미에현, 쓰시

### 해병대
- 오키나와현
  - 긴정
    - 긴바루 훈련지
    - 야카 휴양지

  - 우루마시
    - 이하조 칸코 호텔
    - 캠프 하우게

  - 마키미나토 주거지역, 나하시
  - 아와세 골프 코스 - 2010년, 일본정부에 반환
  - 아하 훈련지, 구니가미촌
  - 온나 통신시설, 온나촌
  - 요미탄 보조비행장, 요미탄촌 - 2001년 3월 낙하산 강하 훈련을 끝냄, 2006년 일본정부에 반환.
- 캠프 기후, 기후현, 가카미가하라시
- 캠프 신노다야마, 오사카부, 이즈미시
- 캠프 오쿠보, 교토부, 우지시

## 같이 보기
- 미국의 군사 시설 목록
- 자위대
  - 육상자위대
  - 해상자위대
  - 항공자위대